# テッポウエビ属
テッポウエビ属（テッポウエビぞく、鉄砲蝦、Alpheus）は、エビ目（十脚目）・テッポウエビ科に分類されるエビの総称である。温暖な地方の浅い海に生息し、はさみをかち合わせて音を出す行動が知られる。
テッポウエビという場合には、本属に含まれる種の総称であるほか、狭義にはそのうちの1種Alpheus brevicristatusの和名であり、広義にはテッポウエビ科の総称としても使われる。

## 特徴
全世界の熱帯から温帯に分布し、熱帯域ほど種類が多い。エビ類の属の中でも種類数が多い方で、日本だけでも70種類ほどが知られる。全てが浅い海に生息するが、種類によっては河口などの汽水域にも生息する。生息環境は海岸の石の下から砂泥底、藻場、サンゴ礁など、種類によって異なる。
成体の体長はどれも1cm-数cmほどで、エビとしては中型の部類である。触角と脚は長く、脚には毛が生えているものが多いが、体には棘や毛が少なく、額角も短く、わりと滑らかな体表をしている。複眼は小さく、視力は弱い。
10本ある歩脚のうち、一番前の第1歩脚が大きな鋏脚に変化している。さらにこの鋏脚は左右で大きさや形が違い、どちらか片方の鋏脚が太くなっている。この太い方のはさみを一旦直角まで開いてかち合わせ、「パチン!」という破裂音を出すことができる。「鉄砲エビ」という和名も"Pistol shrimp"（拳銃エビ）という英名もこの動作に由来する。この動作は天敵が近づいた時の威嚇によく行われるが、近づいてきた餌の小動物を音から発生するごく小規模の衝撃波で気絶させる時もある。干潮時の転石海岸やタイドプールでも、耳を澄ますとあちこちでパチンという音を聞くことができる。

## 生態
成体に泳ぐ能力はなく、基本的に海底の物陰に隠れて生活する。小型種は石や海藻、サンゴなどの隙間で生活するが、大型種は浅い海の砂泥底に直径数cmの巣穴を掘って生活することが多い。テッポウエビ類の巣穴は海底に斜めに入り、さらに入り口の片側に掘り出した砂泥を積み上げるのが特徴である。隠れ場所や巣穴から出て歩き回ることもあるが、通常はあまり出歩かず、姿を見ることは少ない。
食性は雑食性で、藻類や小動物などいろいろなものを食べる。破裂音の衝撃で小魚などを気絶させて捕食することもある。一方、天敵はイカ、タコ、クロダイ、コチ、アナゴなどがおり、食物連鎖上はこれらの餌としても重要である。

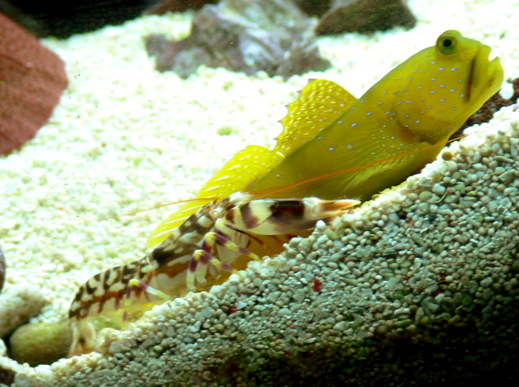
ニシキテッポウエビ（手前）。ギンガハゼ Cryptocentrus cinctusと共生する

このような天敵から身を守るため、テッポウエビ類は巣穴にハゼ類と共生することでも知られている。テッポウエビの巣穴の入り口にはスジハゼ、ダテハゼ、イトヒキハゼ、ネジリンボウなど、小型のハゼ科魚類が1匹-数匹同居していることが多く、しかもハゼとテッポウエビの組み合わせは種類によってだいたい決まっている。テッポウエビは巣穴の拡張と修理をしてハゼの隠れ家を確保し、ハゼは視力の弱いテッポウエビに代わって天敵を発見し、テッポウエビに知らせて共に巣穴にもぐりこむ。
クルマエビやシバエビなどに混じって少数が漁獲されるが、漁業価値は低い。ただしテッポウエビを餌とする動物には水産業上重要なものも含まれている。

## おもな種
100程度の種が知られている。
日本周辺でも多くの種があり、体色も様々である。ただし標本にすると他のエビ類同様に色褪せてしまうので、体の棘やくぼみなど顕微鏡的な同定が必要となる。
イソテッポウエビ Alpheus lobidens De Haan, 1849
体長2cmほどの小型種で、全身にクルマエビのような黒っぽい横しま模様がある。インド洋と西太平洋、地中海東部までの熱帯・温帯域に広く分布し、日本でも西日本に分布する。和名通り海岸の石の下や砂泥底に生息し、干潮時に海岸の石をひっくり返すと見つかる。ただし生息環境や体色の類似種が多く、同定が難しい。
テッポウエビ A. brevicristatus De Haan, 1844
体長7cmほど。背中側は一様に灰褐色-緑褐色で、胸の側面に白くて細い斜め帯が数本入る。また、小さい方のはさみは爪が長く、噛み合わせに細い隙間ができるのでオニテッポウエビと区別できる。西日本近海の固有種で、内湾の砂泥底に巣穴を掘って生息する。巣穴にはスジハゼやイトヒキハゼなどが同居する。
オニテッポウエビ A. digitalis De Haan, 1844
体長6cmほど。テッポウエビに似るが胸の斜め帯は太く、左右がつながる。また、小さい方のはさみは爪が短く隙間がない。太平洋とインド洋の熱帯・温帯域に広く分布し、日本では本州以南に分布する。
学名 A. distinguendus De Man, 1909 はシノニムである。
ニシキテッポウエビ A. bellulus Miya et Miyake, 1969
体長4cmほど。体は黒褐色の地に白い斑点がたくさんあり、鮮やかな体色をしている。インド洋と西太平洋の熱帯・亜熱帯域に分布し、サンゴ礁周辺の砂底に巣穴を掘って生息する。巣穴にはダテハゼ類が同居する。
テナガテッポウエビ A. japonicus Miers, 1879
体長4cmほどで、全身が赤褐色をしている。和名通り鋏脚が体と同じくらい長く、しかも音を出さない鋏脚の方が長い。北海道から九州までの沿岸と中国北部沿岸に分布し、水深150mまでの砂底に生息する。
アミメテッポウエビ A. pachychirus Stimpson, 1860
体長2cmほどの小型種。体は黒っぽい地に白い水玉模様がたくさんあり、和名通り網目のような模様となる。インド洋と太平洋に広く分布し、サンゴ礁のサンゴの枝の間に生息する。

## 類似種
テッポウエビモドキ Betaeus granulimanus Yokoya, 1927
体長4cmほどで、体色は緑色が強い。テッポウエビに似るがはさみで音を出すことはできない。また、鋏脚全体に顆粒状突起がある。日本の固有種で、千葉県以西鹿児島県までの太平洋岸に分布する。潮間帯の石の下に生息する。
また、アナジャコやハサミシャコエビ、スナモグリなどもテッポウエビに似ているが、これらはエビではなくヤドカリ下目に分類される。巣穴は入り口が小さく、斜めではなく垂直に掘られる。